# Bashir Abdi

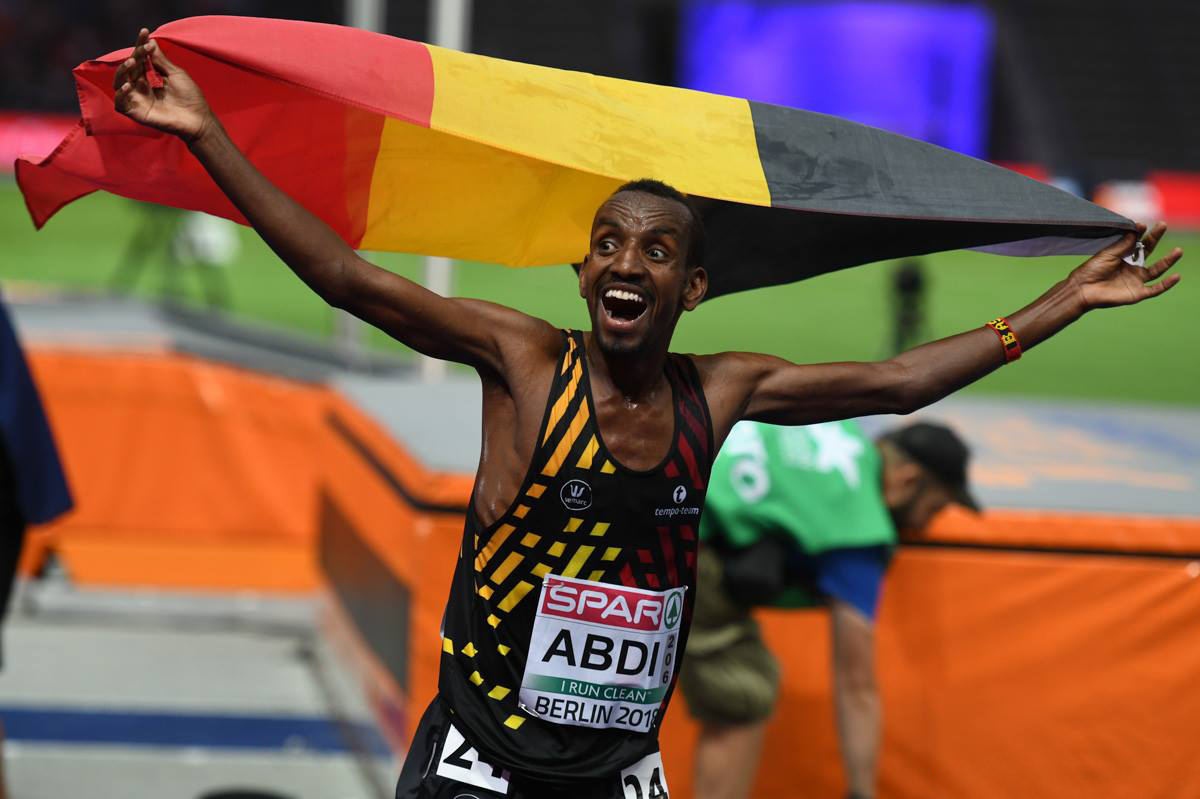
Bashir Abdi bei den Europameisterschaften 2018

Bashir Abdi (* 10. Februar 1989 in Mogadischu, Somalia) ist ein belgischer Langstreckenläufer somalischer Herkunft. 2021 gewann er die Bronzemedaille im Marathonlauf bei den Olympischen Sommerspielen in Japan und siegte beim Rotterdam-Marathon in neuer Europarekordzeit. 2024 ließ er bei den Olympischen Spielen in Paris mit Platz 2 eine weitere Medaille im Marathonlauf folgen.

## Erfolge
2012 wurde er bei den Europameisterschaften in Helsinki Achter über 5000 Meter und Vierter über 10.000 Meter. Bei den Crosslauf-Europameisterschaften in Budapest wurde er Neunter.
2013 kam er bei den Weltmeisterschaften in Moskau über 10.000 Meter auf den 23. Platz. Bei den Crosslauf-Europameisterschaften in  wurde er Achter und gewann mit der belgischen Mannschaft Silber.
Bei den Europameisterschaften 2014 in Zürich wurde er Fünfter über 10.000 Meter und belegte über 5000 Meter den 16. Platz. 2015 erreichte er bei den Weltmeisterschaften in Peking über 10.000 Meter nicht das Ziel.
2012 wurde er Belgischer Meister im Crosslauf.
Bei den Europameisterschaften 2018 in Berlin gewann er über 10.000 Meter die Silbermedaille.
Beim Tokio-Marathon 2020 wurde er in einer Zeit von 2:04:49 h mit belgischem Rekord Zweiter.
2021 belegte er bei den Olympischen Spielen in Japan im Marathonlauf mit einer Zeit von 2:10:00 h hinter Eliud Kipchoge und Abdi Nageeye den 3. Rang.
Am 24. Oktober 2021 siegte Abdi beim Rotterdam-Marathon mit Streckenrekord, neuer persönlicher Bestzeit und neuem Europarekord von 2:03:36 h.
2022 schaffte es Abdi bei einem globalen Großereignis erneut auf das Podest, als er bei den Weltmeisterschaften in Eugene mit 2:06:48 h Platz 3 im Marathonlauf belegte.
Am 10. August 2024 gewann Abdi bei den Olympischen Spielen in Paris mit einer Zeit von 2:06:47 h hinter dem Äthiopier Tamirat Tola Olympiasilber.

## Persönliche Bestzeiten
- 1500 m: 3:36,55 min, 5. Juli 2014, Oordegem-Lede
- 3000 m: 7:40,44 min, 24. Juli 2015, London
- 5000 m: 13:04,91 min, 31. August 2018, Brüssel
- 10.000 m: 27:36,40 min, 4. Mai 2014, Palo Alto
- Stundenlauf: 21.332 m, 4. September 2020, Brüssel
- Marathon: 2:03:36 h, 24. Oktober 2021, Rotterdam (Europarekord)